# Joe Kaeser

Joe Kaeser (2020)

Joe Kaeser (* 23. Juni 1957 als Josef Käser in Arnbruck, Niederbayern; amtlich Josef Kaeser) ist ein deutscher Manager. Zwischen 2006 und 2013 war er Finanzvorstand von Siemens und von 2013 bis 2021 Vorstandsvorsitzender des Konzerns. Seit 2020 ist er Aufsichtsratsvorsitzender bei Siemens Energy und seit 2021 bei Daimler Truck.

## Leben
Kaeser absolvierte die mittlere Reife an der Realschule in Kötzting und legte an der Fachoberschule Cham die Fachhochschulreife ab. Nach dem Studium der Betriebswirtschaftslehre an der Fachhochschule Regensburg trat Kaeser 1980 bei Siemens in den Unternehmensbereich Bauelemente ein, wo er in den folgenden Jahren verschiedene kaufmännische Leitungsfunktionen übernahm – unter anderem auch im Siemens-Bauelementegeschäft in Malaysia (1987–1988). 1990 wurde ihm die kaufmännische Leitung des Geschäftsgebiets Opto Semiconductors übertragen. Ab 1994 war Kaeser als Executive Vice President and Chief Financial Officer und später als CEO der US-Töchter Siemens Components, Cupertino, sowie Siemens Microelectronics, San José, tätig. Seit seinen USA-Aufenthalten nennt er sich Joe Kaeser.
Im Jahr 1999 wurde Kaeser in der zentralen Finanzabteilung des Konzerns die Aufgabe zum Aufbau eines neuen, konzernweiten Systems zum Performance Controlling übertragen. In dieser Zeit war er im Vorfeld der Börsennotierung in New York unter anderem mitverantwortlich für die Umstellung der weltweiten Rechnungslegung von Siemens auf US-GAAP.
Von April 2001 bis September 2004 war Kaeser Mitglied des Bereichsvorstands IC Mobile und Chief Financial Officer des Bereichs. Am 1. Mai 2006 trat Kaeser im Amt des Leiters Corporate Finance die Nachfolge von Heinz-Joachim Neubürger als Finanzvorstand des Konzerns an, als dieser im Zuge des Bestechungsskandals aus dem Unternehmen ausschied. Auch Kaeser wurde die Mitwisserschaft und Duldung von Schmiergeldpraktiken im Siemens-Konzern vorgehalten. Er beteuerte jedoch seine Unschuld und wurde nie juristisch belangt.
Der Aufsichtsrat der Siemens AG wählte ihn am 31. Juli 2013 als Nachfolger von Peter Löscher zum Vorstandsvorsitzenden des Unternehmens. Am 1. August 2013 trat er den Posten an.
Seit 2021 ist Joe Kaeser auch Vorsitzender des Aufsichtsrats bei Daimler Truck. Dem Aufsichtsrat der Daimler AG, aus der Daimler Truck hervorging, hatte er bereits seit 2014 angehört. Auf der Hauptversammlung 2019 wurde er für weitere fünf Jahre als Mitglied des Aufsichtsrats wiedergewählt. Kaeser entschied sich Mitte März 2020, den Vorstandsvorsitz von Siemens zu räumen, um an die Spitze des Aufsichtsrates von Siemens Energy zu wechseln. Auf der virtuellen Hauptversammlung der Siemens AG  am 3. Februar 2021 verabschiedete sich Joe Kaeser als Vorstandsvorsitzender und übergab an den Nachfolger Roland Busch.
Als CEO von Siemens verdiente er im Jahr 2020 9,27 Mio. Euro und galt damit als einer der Topverdiener von DAX-Konzernen.
Bei der Münchner Sicherheitskonferenz ist er als Chairman of the Advisory Council und beim Weltwirtschaftsforum als Mitglied im Board of Trustees tätig.
Im September 2021 berief die Wochenzeitung Die Zeit Kaeser in ihren „Green Council“, der das Ressort „Green“ mit Ideen, Kritik und eigenen Beiträgen unterstützen soll.
Kaeser ist verheiratet und hat zwei Töchter.
2021 erhielt er den Bayerischen Verdienstorden.

### Positionen
- 2006 – 2021: Vorstand Siemens (ab 2013 als Vorstandsvorsitzender)
- 2019 – 2021: Aufsichtsrat Daimler AG (heute Mercedes-Benz Group)
- 2021 – heute: Aufsichtsratsvorsitzender Siemens Energy
- 2021 – heute: Aufsichtsratsvorsitzender Daimler Truck
- 2010 – 2022: Mitglied des Aufsichtsrats der NXP Semiconductors[20][21]
- 2021 – heute: Mitglied im Board of Directors der Linde plc

## Positionierungen und Kritik
Kaeser trieb früh die Digitalisierung mit Industrie 4.0 voran.
Kaeser hat sich in der Vergangenheit wie selten ein deutscher Manager zu Fragen von Moral und Politik positioniert, was ein kontroverses Echo hervorrief. Auch mit seinem Verhalten als Siemens-Chef stieß er bisweilen auf öffentliche Kritik.
Im März 2014, kurz nachdem die Krim von Russland annektiert worden war, reiste Kaeser nach Moskau und traf dort Wladimir Putin. Norbert Röttgen (CDU), Vorsitzender des Auswärtigen Ausschusses im Bundestag, erklärte dazu: „Kaesers Vorgehen zeigt, dass er entweder die geopolitische Bedeutung der Krise nicht verstanden hat oder dass er das Einzelinteresse seines Unternehmens über die Interessen nicht nur Deutschlands, sondern Europas und des gesamten Westens stellt.“
In der Debatte um das bedingungslose Grundeinkommen (BGE) plädierte Kaeser für die Einführung einer „Art Grundeinkommen“ und warnte vor sozialen Spannungen durch die Digitalisierung.

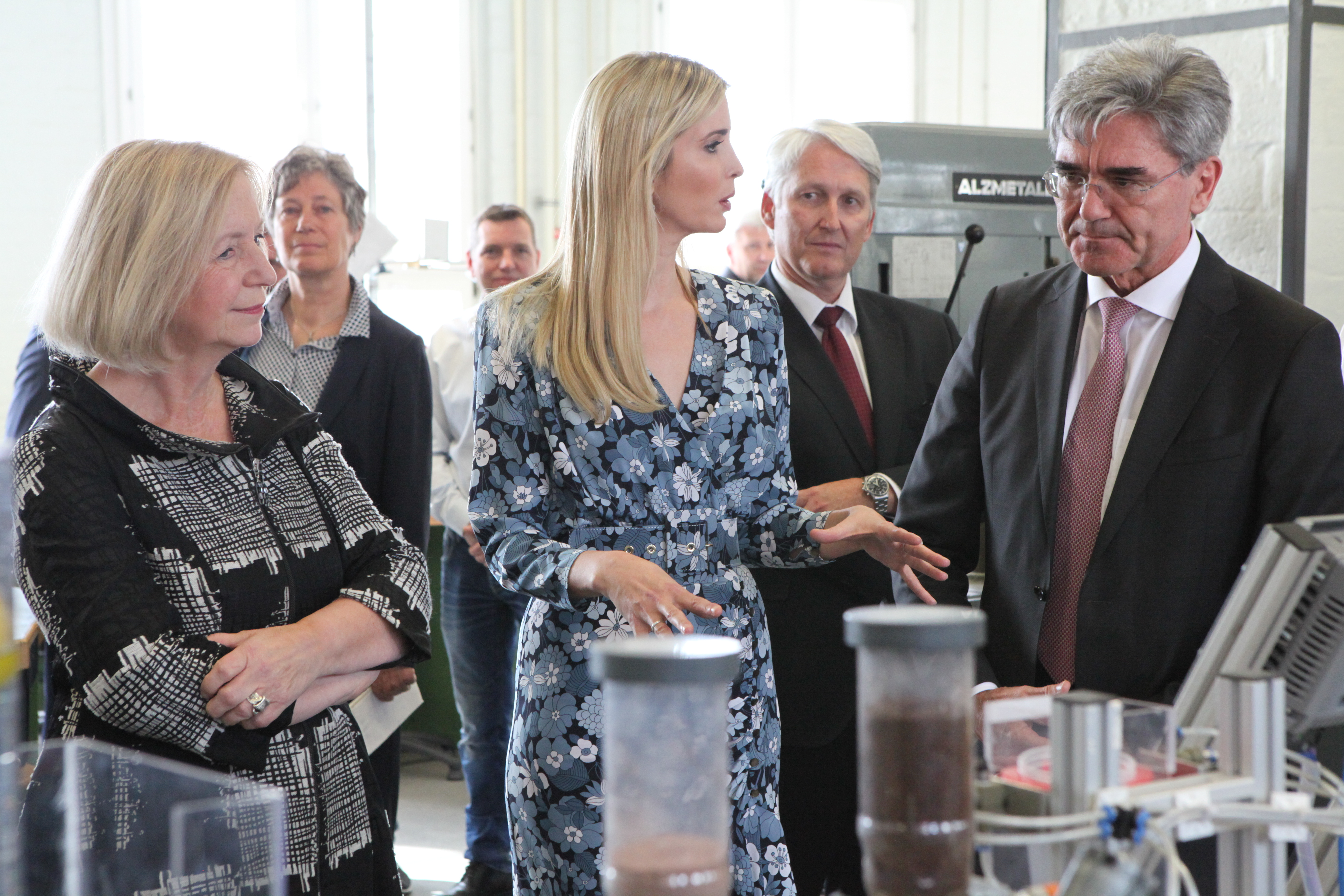
Kaeser 2017 mit Ivanka Trump

Kaeser gab im November 2017 den Abbau von 6900 Arbeitsplätzen bei Siemens bekannt, davon etwa die Hälfte in Deutschland. Dies wurde vielfach kritisiert. Im Mai 2018 wurde bekannt, dass das Werk in Erfurt nicht verkauft wird und die Standorte Görlitz und Leipzig nicht geschlossen werden.
2018 äußerte sich der Siemens-Chef als Befürworter von Donald Trumps Steuerreform für Unternehmen. Nachdem Alice Weidel (AfD) in einer Bundestagsdebatte von „Messermännern“ und „Kopftuchmädchen“ gesprochen hatte, twitterte Kaeser im Mai 2018: „Lieber ‚Kopftuch-Mädel‘ als ‚Bund Deutscher Mädel‘. Frau Weidel schadet mit ihrem Nationalismus dem Ansehen unseres Landes in der Welt. Da, wo die Haupt-Quelle des deutschen Wohlstands liegt.“ Daraufhin habe es Gewaltandrohungen gegen ihn, seine Familie und sein Umfeld gegeben. Es dürfe jedoch keine Schweigespirale entstehen und man dürfe die öffentliche Diskussion „nicht populistisch-nationalen Äußerungen überlassen“. Kaeser ist überdies der Ansicht, dass „ohne ein Einwanderungsgesetz die Republik die Kontrolle nicht wiedererlangen wird.“
Als nach dem ungeklärten Verschwinden des Journalisten Jamal Khashoggi internationale Vertreter aus Wirtschaft und Politik ihre Teilnahme an einer geplanten Investorenkonferenz in Riad absagten, hielt Kaeser – der dem Beirat der Konferenz angehört – seine Teilnahme bis zum Schluss offen. Noch eine Woche vor dem Treffen sagte Kaeser in Toronto: „Wenn wir aufhören, mit Ländern zu kommunizieren, in denen Menschen vermisst werden, kann ich auch gleich zu Hause bleiben.“ Er wurde daraufhin unter anderem von Norbert Röttgen und dem FDP-Politiker Bijan Djir-Sarai kritisiert. Auch Alexander Graf Lambsdorff (FDP) forderte die deutsche Wirtschaft auf, die Investorenkonferenz in Riad so lange nicht zu unterstützen, bis der Fall Khashoggi eindeutig aufgeklärt sei. Am Tag vor dem Konferenzbeginn sagte Kaeser seine Teilnahme schließlich doch ab und bezeichnete die mittlerweile eingeräumte Tötung Khashoggis als „barbarisch“. Die offizielle Erklärung Saudi-Arabiens, es habe sich um einen Unfall gehandelt, hält er für „kaum glaubhaft“. Hintergrund für sein Zögern soll ein abschlussreifer Milliardenauftrag gewesen sein, dessen Zustandekommen Tausende Arbeitsplätze in der Siemens-Sparte Energietechnik gesichert hätte.
In der Debatte um die Sea-Watch-3-Kapitänin Carola Rackete erklärte sich Kaeser Ende Juni 2019 solidarisch via Twitter mit den Seenotrettern.
Nachdem die Beteiligung von Siemens am Bau der Steinkohlebergwerk Carmichael der Adani Group kritisiert wurde, traf sich Kaeser am 10. Januar 2020 mit Aktivisten von Fridays for Future und bot dabei Luisa Neubauer einen Aufsichtsposten bei Siemens Energy an. Auf die Frage, ob es der Aufsichtsrat oder ein anderes Gremium sei, antwortete Kaeser, dass Neubauer dies selbst entscheiden könne. Neubauer lehnte das Angebot ab, weil sie dann den Interessen des Unternehmens verpflichtet wäre und Siemens nicht mehr unabhängig kommentieren könnte. Ihr Vorschlag, den Aufsichtsposten stattdessen mit einem Vertreter von Scientists for Future zu besetzen, wurde wiederum von Kaeser mit der Begründung abgelehnt, dass Siemens bereits genügend Experten und Wissenschaftler habe. Kaeser bestritt später, Neubauer einen Aufsichtsratsposten angeboten zu haben, was wiederum von Fridays for Future bestritten wurde. Laut Kaeser sei dieser Eindruck entstanden, weil er auf die Nachfrage eines Journalisten, ob er Neubauer einen Sitz in einem Kontrollgremium oder ein Aufsichtsratsmandat angeboten habe, gesagt habe, das könne sie sich aussuchen.
Im Vorfeld der Bundestagswahl 2021 sprach sich Kaeser für Annalena Baerbock von der Partei Bündnis 90/Die Grünen aus. Sie hätte die größte Glaubwürdigkeit für eine nachhaltige und langfristige Erneuerung und stehe für eine sozial-ökologische Marktwirtschaft, die Deutschland brauchen würde.
Kaeser positioniert sich immer wieder deutlich gegen Rechtsextremismus in Deutschland. Er wolle sich nicht nachsagen lassen, dass er geschwiegen habe, als noch Zeit war, Dinge zu korrigieren, sagte er in einem Interview. Wer die AfD wähle, entscheide sich für den Verlust des Wohlstands. Er rief die Spitzen deutscher Unternehmen auf, sich verstärkt gegen Rechts zu positionieren.